# Gare d'Acheux - Franleu
La gare d'Acheux - Franleu est une gare ferroviaire française fermée de la ligne d'Abbeville à Eu, située sur le territoire de la commune de Chépy, à proximité des villages d'Acheux-en-Vimeu et de Franleu, dans le département de la Somme, en région Hauts-de-France.
C'était une halte ferroviaire de la Société nationale des chemins de fer français (SNCF), desservie par des trains TER Hauts-de-France jusqu'à la fermeture de la ligne en 2018.

## Situation ferroviaire
Établie à 74 mètres d'altitude, la halte d'Acheux - Franleu est située au point kilométrique (PK) 191,140 de la ligne d'Abbeville à Eu (fermée), entre les gares fermées de Quesnoy-le-Montant et de Chépy - Valines.

## Histoire
En mai 1930, Acheux - Franleu est un point d'arrêt facultatif, notamment desservi par le train no 1775 qui part de la gare d'Abbeville à 17 h 32.
En mai 2018, la ligne est fermée ; le trafic ferroviaire est remplacé par une substitution routière.